# Thann (Rattenkirchen)
Thann ist ein Ortsteil in der Gemeinde Rattenkirchen im oberbayerischen Landkreis Mühldorf am Inn.

## Lage
Der Weiler Thann liegt 1 Kilometer südwestlich von Rattenkirchen und in der Luftlinie 1,8 Kilometer südlich der Bundesautobahn A 94, von deren Ausfahrt 17 (Heldenstein) es sich auf einer 6 km langen Fahrt erreichen lässt.

## Dorf- und Bevölkerungsentwicklung
Im Dorf Thann lebten 1861 insgesamt 35 Einwohner in 19 Gebäuden. Um 1950 lebten dort in der Nachkriegszeit des Zweiten Weltkriegs 56 Einwohner. Im Mai 1987 gab es in dem zum Weiler herabgestuften Ort 27 Einwohner in sechs Wohngebäuden.
| Jahr      | 1861 | 1871 | 1925 | 1950 | 1970 | 1987 |
| Einwohner | 35   | 44   | 30   | 56   | 31   | 27   |